# Chrysophlegma mentale
El pito gargantilla (Chrysophlegma mentale) es una especie de ave piciforme de la familia Picidae que vive en el sudeste asiático

## Distribución y hábitat
Se encuentra en las selvas de la península malaya, Borneo, Sumatra, Bangka y el oeste de Java; distribuido por el sur de Birmania y Tailandia, Indonesia, Malasia, Brunéi y Singapur.